# Hanwulosaurus
"Hanwulosaurus" es el nombre informal dado a un género de dinosaurio tireofóro anquilosáurido que vivió a finales del período Cretácico. Media alrededor de 9 metros de largo, lo que mucho para un anquilosáurido. El fósil fue hallado en la Mongolia Interior, China. Es uno de los anquilosáuridos más completos hallado en Asia, se encontró el cráneo completo, vértebras, costillas, escápula, ulna, fémur, tibia y peroné, además de la armadura. Según los reportes de Zhao Xijin, quien lo ha estudiado es posible que pertenzca a un nuevo subgrupo dentro de Ankylosauria. El nombre apareció por primera vez en 2001.